# 마르셀 자콥스
라몬트 마르셀 자콥스 2세(이탈리아어: Lamont Marcell Jacobs Jr., 1994년 9월 26일~)는 이탈리아의 육상 선수로 주 종목은 단거리 달리기와 멀리뛰기이다. 도쿄에서 열린 2020년 하계 올림픽 남자 육상 100m 결승에서 금메달을 획득하며 유럽 선수로는 1972년 올림픽 금메달리스트인 발레리 보르조프 이후로 49년만에 올림픽 남자 100m에서 우승한 선수가 되었다. 400m 계주에서도 이탈리아 대표팀의 일원으로 참가하여 이탈리아 최초로 남자 400m 계주에서 금메달을 획득하며 대회 2관왕에 올랐다.